# Limone (colore)
Limone o giallo limone è un colore che in qualche modo ricorda il giallo delle bucce dei frutti del limone. È anche il colore usato per gli scuolabus.

Talvolta viene erroneamente confuso per un colore fluorescente.